# Шарашидзе, Тициан Епифанович
Тициан Епифанович Шарашидзе (25 октября 1898, Чохатаури — 22 июня 1955, Москва) — советский театральный режиссёр (по национальности грузин). Режиссёр Большого театра, художественный руководитель Туркменского театра оперы и балета. Заслуженный деятель искусств Туркменской ССР (1945).

## Биография
В 1926 году окончил Грузинскую театральную студию В. Л. Мчеделова в Москве. Ученик Н. В. Демидова по Грузинской студии в Москве.
В 1926—1940 и 1945—1953 годах — режиссер Большого театра. В 1940—1945 годах — художественный руководитель Туркменского театра оперы и балета (Ашхабад). В 1935—1941 и 1945—1955 годах — режиссёр оперного класса и оперной студии Московской консерватории (доцент с 1939 года). Член ВКП(б) с 1938 года.

## Воспоминания современников
Петров И. И., советский российский оперный певец (бас), актёр Большого театра, пишет в автобиографии «Четверть века в Большом (Жизнь, Творчество, Размышления)», описывая начало своего артистического пути в 1943 году, следующее:
18 августа того же года я выступил в опере Верди "Риголетто" в роли Монтероне. Дирижировал оперой Кондрашин, а ставил замечательный режиссер Шарашидзе. Тициан Епифанович Шарашидзе был очень симпатичный, высокообразованный человек, работа с ним доставляла мне большое удовольствие и приносила огромную пользу.
Упомянут в дневнике жены писателя М. А. Булгакова. 14 сентября 1936 года жена драматурга, Е. С. Булгакова записала в дневнике:
Поздно вечером приехали: совсем больной, простуженный Самосуд, Шарашидзе и Потоцкий — «на полчаса». Сидели до трех часов ночи.
Самосуд:
— Ну, когда приедете писать договор — завтра? Послезавтра?
Это его манера так уговаривать. Сказал, что если М. А. не возьмется писать либретто, то он не поставит оперы Потоцкого.
М. А. в разговоре сказал, что, может быть, он расстанется с МХАТом.
Самосуд:

— Мы вас возьмём на любую должность. Хотите — тенором?
На следующий день М. А. Булгаков уволился из МХАТа и начал работать для Большого театра. В тетради с подготовительными материалами автор либретто датировал начало работы над «Чёрным морем» 16 октября 1936 года.

## Постановки в Большом Театре
Список постановок опер в Большом театре:
- «Алмаст» (А. Спендиаров, М. Штейнберг, 1930 год) — совместно с В. М. Бебутовым.
- «Вышка Октября» (Б. Яворский, 1930 год).
- «Демон» (А. Рубинштейн 1932, 1937, 1953 гг.).
- «Четыре деспота» Вольф-Феррари (1933 год, также переводится как «Четыре самодура», по пьесе Гольдони).
- «Риголетто» (1933, 1945 гг.).
- «Трубадур» (1933 год).
- «Лакме» (1934 год).
- «Мать» Желобинского (1939 год).
- «Иоланта» (1940 год).
- «Дубровский» Направника (1948 год).
- «Дон Жуан» (1950 год).

Впервые на советской сцене поставил оперы: «Сын солнца» Василенко (1929 год, совместно с Н. С. Домбровским и др.), «Алмаст» Спендиарова (1930 год, совместно с В. М. Бебутовым), «Вышка Октября» Яворского (1930 год) — все в Большом театре; «Юсуп и Ахмет» Шехтера и Кулиева (1942 год) — в Туркменском театре оперы и балета.

## Награды
- Орден «Знак Почёта» (27 мая 1951 года) — за выдающиеся заслуги в развитии советского музыкально-театрального искусства и в связи с 175-летием со дня основания Государственного ордена Ленина Академического Большого театра СССР[7]
- Заслуженный деятель искусств Туркменской ССР (1945).